# Scapania atrata
Scapania atrata là một loài rêu trong họ Scapaniaceae. Loài này được Warnst. mô tả khoa học đầu tiên năm 1915.
Danh pháp khoa học của loài này chưa được làm sáng tỏ. 